# Грамаду
Грамаду (на португалски: Gramado) е град в южната част на Бразилия, щата Риу Гранди ду Сул. Разположен на 50 km северно от Порту Алегри, Грамаду е планински курорт с надморска височина 850 m. Жителите му са главно потомци на имигранти от Германия и Италия и наброяват около 32 хиляди души (2007).